# زیجین ماینینگ
زیجین ماینینگ (به انگلیسی: Zijin Mining) شرکت استخراج معادن چینی است، که در زمینه تولید و پالایش طلا، مس، قلع و سایر فلزات فعالیت می‌کند.
شرکت زیجین ماینینگ در سال ۲۰۰۰ تأسیس شد. این شرکت در سال ۲۰۱۰ بالغ بر ۶۹ تن طلا استخراج نموده است.
دفتر مرکزی شرکت معدن زیجین در شهر شانگهانگ، فوجیان قرار دارد و بخشی از سهام آن در بازارهای بورس اوراق بهادار هنگ کنگ، بورس تایوان و بورس شانگهای معامله می‌شود.